# Cyanocorax cyanomelas
La urraca morada (en Argentina, Bolivia, Paraguay, Uruguay) (Cyanocorax cyanomelas), también denominada chara morada, es una especie de ave paseriforme de la familia Corvidae nativa de América del Sur.

## Descripción
Es un pájaro grande, mide 37 cm. Su colorido es un tanto apagado, sobre todo violáceo oscuro, con cabeza y garganta negruzcos y cola de color violeta más vivo por arriba.

## Distribución y hábitat
Se distribuye desde el extremo sureste de Perú, norte y este de Bolivia, Paraguay, suroeste de Brasil, norte de Argentina y extremo noroeste de Uruguay (vagante). Su hábitat natural son los bosques secos subtropicales o tropicales, los bosques húmedos de tierras bajas y los bosques antiguos degradados.

## Comportamiento
Vive en bandadas poco cohesionadas con hasta 8 a 10 individuos, que recorren áreas forestadas y bordes de bosques, frecuentando también áreas abiertas con árboles dispersos; a veces bajan al suelo.

Ave inquisidora, investiga cualquier perturbación en sus dominios, formando grupos, a veces asociados a una bandada de Cyanocorax chrysops. Acusan fuerte alarma ante la presencia de intrusos, alertando a la fauna sobre la presencia humana o de otros predadores.

### Vocalización
Barullenta, emite un “cra, cra, cra” ronco y fuerte mientras está encaramada en los árboles o durante el vuelo, que es un tanto pesado.

## Taxonomía

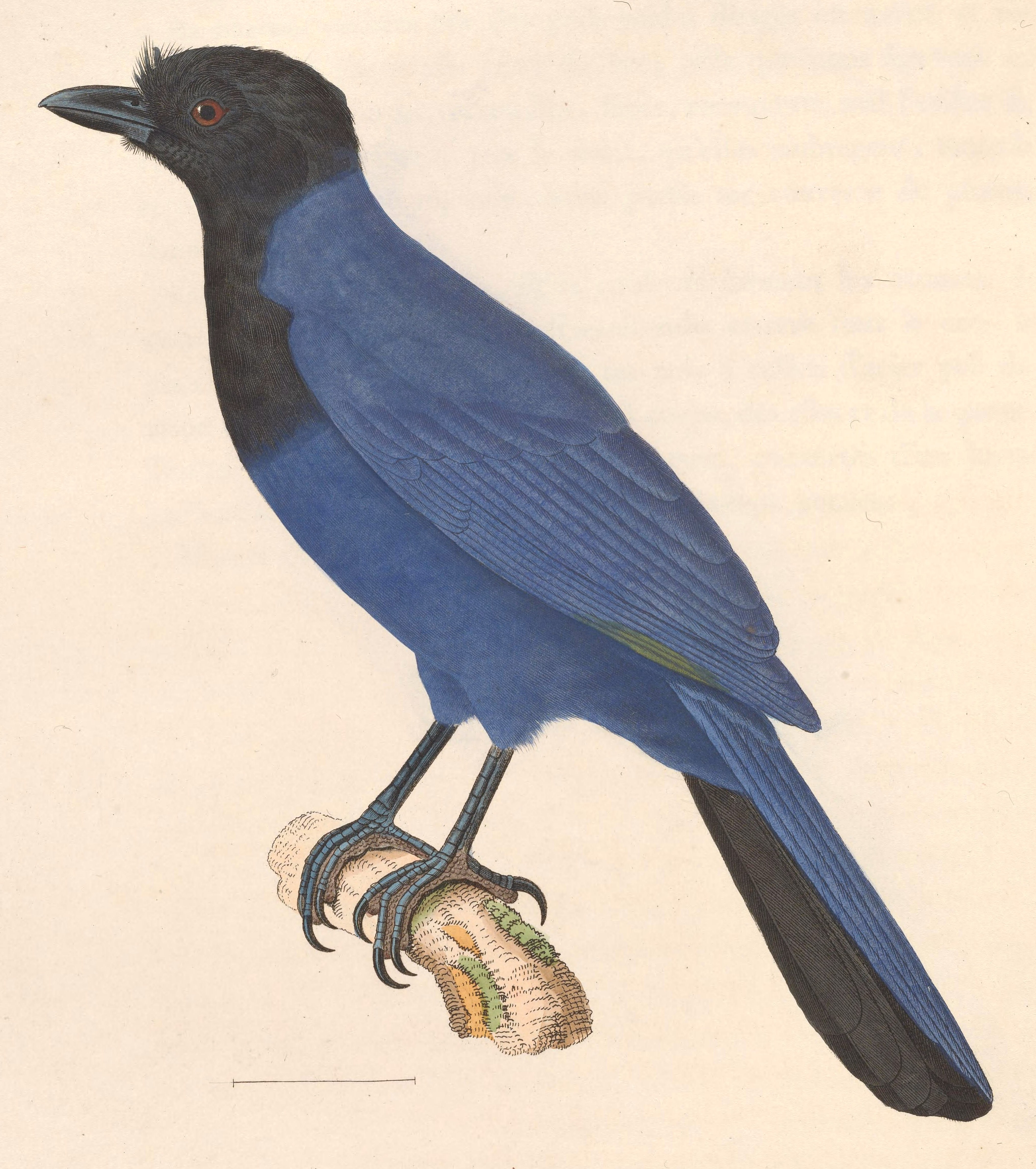
Cyanocorax cyanomelas, ilustración de 1838.

La especie fue descrita por primera vez por el ornitólogo francés Louis Jean Pierre Vieillot en 1818 bajo el nombre científico Pica cyanomelas; con localidad tipo «Paraguay». Posteriormente fue trasladada al género Cyanocorax.
No presenta subespecies. Posiblemente forma una superespecie con Cyanocorax caeruleus; aunque se ha sugerido que Cyanocorax violaceus y Cyanocorax cristatellus podrían ser miembros de la misma superespecie.